# Candar
Die Candar-Dynastie oder das Haus Candar (Modernes Türkisch: Candaroğulları), Beylik der Candar, Fürstentum der Candar (Candaroğulları Beyliği, Candar Beyliği), auch bekannt als Isfendiyar-Dynastie (İsfendiyaroğulları), Beylik der Isfendiyar (İsfendiyaroğulları Beyliği, İsfendiyar Beyliği) oder Beylik der Sinop, ist eine oghusische fürstliche anatolische Dynastie, die von 1291 bis 1461 in den Gebieten herrschte, die den heutigen Provinzen Kastamonu, Sinop, Zonguldak, Bartın, Karabük, Samsun, Bolu, Ankara und Çankırı der Türkei entsprechen. Die Region ist in der westlichen Literatur als Paphlagonien bekannt, eine Bezeichnung, die während der Römerzeit für dasselbe geografische Gebiet verwendet wurde.
Die Dynastie und das Fürstentum, gegründet von Temür Şemseddin Yaman Candar Bey, wurden 1461 von Sultan Mehmed II. in das Osmanische Reich eingegliedert.

## Geschichte
Der rum-seldschukische Herrscher Mas'ud II. gab aus Dankbarkeit die Region Kastamonu an Temür, der Befehlshaber der Leibgarde (Emir-i Candar) des Sultans war und diesen aus der mongolischen Gefangenschaft befreit hatte. Die Seldschuken waren seit der Schlacht vom Köse Dağ 1243 Vasallen der mongolischen Ilchane. So standen auch die Candar anfangs unter der Oberherrschaft der Ilchane. Dies änderte sich erst mit dem Tod des Ilchans Abu Sa'id 1335.
Das von Mas'ud II. an Temür geschenkte Kastamonu aber befand sich im Besitz der Familie Çobanoğlu. Also eroberte Temürs Sohn Süleyman I. Kastamonu von den Çobanoğlu (1309) und die Orte Safranbolu und Sinop von den Pervane. Süleyman ernannte seine Söhne zur Gouverneuren der eroberten Gebiete (Ibrahim in Sinop und Ali in Safranbolu). Nach Süleymans Tod rangen seine beiden Söhne um die Nachfolge. 1339 siegte Ibrahim und nahm Kastamonu ein. Nach seinem Tod folgte ihm sein Cousin Adil bin Yakup (1346–1361). Nach Adil Tod wurde dessen Sohn Kötürüm Bayezid neuer Herrscher (Bey). Bayezid kämpfte zweimal gegen den Herrscher Kadi Burhan al-Din aus Sivas. 1383 verlor er Kastamonu an seinen Sohn Süleyman II., der Hilfe von den Osmanen unter Murad I. erhalten hatte. Bayezid zog sich nach Sinop zurück und das Beylik wurde faktisch in zwei Teile geteilt. 1385 starb Bayezid und sein Sohn Isfendiyar folgte ihm nach.
Süleyman II. in Kastamonu blieb Murad I. gegenüber loyal und unterstützte diesen auf seinen Europa-Feldzügen in den Jahren 1386 und 1389. Murad I. starb 1389 auf dem Amselfeld und ihm folgte der aggressive Bayezid I. nach. Bayezid I. startete 1391 einen Angriff gegen Kastamonu. Er wollte die anatolischen Beyliks unter seine direkte Kontrolle bringen. Süleyman II. wurde getötet und die Herrschaft der Candar endete in Kastamonu.
Aus Angst vor einem Konflikt mit den Osmanen bot Isfendiyar sich als Vasall an. Im Gegenzug erhielt er die Autonomie für sein Gebiet. Nach der Niederlage Bayezid I. 1402 in der Schlacht bei Ankara gegen Timur wechselte Isfendiyar die Seiten und unterwarf sich Timur. Dieser stellte viele der ehemaligen Beyliks in ihren alten Grenzen her, so dass Isfendiyar Kastamonu, Kalecik, Tosya und Çankırı zurückerhielt.
Während des Osmanischen Interregnums und nachdem Timur Anatolien verlassen hatte, hielt Isfendiyar Kontakt zu allen vier Söhnen Bayezids, um künftigen Konflikten vorzubeugen. Einer der Söhne namens Kasım aber eroberte einen Teil des Beyliks (Çankırı und Tosya) und teilte so das Beylik wieder. Isfendiyar revoltierte später gegen Sultan Murad II. und zog sich 1423 geschlagen nach Sinop zurück. Er starb 1439 und ihm folgte sein Sohn Ibrahim II. nach. Dieser wurde 1443 durch Ismail ersetzt.
Nach der osmanischen Eroberung Konstantinopels 1453 wandte sich Mehmed II., dessen Mutter Huma Hatun mit den Candaroğlu verwandt war, Anatolien zu und wollte alle Beyliks unter seiner Herrschaft vereinen. 1461 eroberte er mit Hilfe von Ismails Bruder Ahmed Sinop und beendete offiziell die Herrschaft der Candar. Nach der Eingliederung ins Reich hatte die Herrscherfamilie der Candar in der osmanischen Verwaltung wichtige Posten. Diese hatten sie bis zum Zusammenbruch der Osmanenherrschaft 1922 inne. Ayşe Sultan, das letzte bekannte Mitglied mit diesen Privilegien der Candardynastie starb 1981 in Ankara.

## Kultur und Wirtschaft
Das Beylik befand sich in einer sehr bedeutenden Region in Nordanatolien. 1332 lebte dort die große Zahl von 420.000 Menschen, auch der politische Einfluss war groß. In den 170 Jahren des Beyliks waren die Candar in der Architektur sowie im kulturellen und sozialen Bereich und in der Wohlfahrt weit fortgeschritten. Es wurden am Hof viele Bücher in Türkisch über Poesie, Medizin, Chemie und soziale Wissenschaften geschrieben. Arabische und persische Bücher wurden ins Türkische übersetzt. Von der Architektur der Candar ist einiges erhalten geblieben wie z. B. ein Hamam, eine Karawanserei, mehrere Moscheen, Gaststätten, Madrasas und Bibliotheken.
Der persische Geograf Al-Omari berichtete im 14. Jahrhundert, dass Kastamonu eine der wichtigsten Provinzen der Region war, und dass Sinop eines der wichtigste Häfen am Schwarzen Meer war. Die Handelsnation Genua hatte Stützpunkte in Sinop und im Landesinneren. In der Nachbarprovinz Sivas lebten viele genuesische Händler, die Waren aus dem Osten und Süden an die Häfen in Trabzon, Samsun und Sinop transportierten. Venezische Archive erwähnen enge finanzielle und wirtschaftliche Beziehungen zwischen den Candar und Venedig und Genua. Kastamonu war auch reich an Rohstoffen wie Eisen und Kupfer. So ließen die Candar Kupfermünzen prägen, die zwei Fische und den Schriftzug Dârü's-saâde-i Sinop (Der Palast von Sinop) trugen.

## Militär
Das Beylik der Candar hatte eine leichte Kavallerie mit 25.000 Reitern. Diese große Truppe kämpfte oft zusammen mit den Osmanen in Rumelien und Anatolien, so z. B. bei der Belagerung von Konstantinopel. Da das Gebiet der Candar an das Byzantinische Reich grenzte, führten sie viele Feldzüge gegen dieses. Die Candar besaßen auch eine Flotte unbekannter Größe in Sinop. Bekannt ist aber, dass diese Flotte 1361 an einem Angriff auf den genuesischen Außenposten Caffa (Heute Feodossija) auf der Krim beteiligt war.